# Jacques Ertaud
Jacques Ertaud est un cinéaste, reporter, producteur, photographe, explorateur et sportif français né le 18 novembre 1924 à Paris et mort le 18 novembre 1995 dans cette même ville.

## Biographie
Né le 18 novembre 1924 dans le 5e arrondissement de Paris, de Fernand Ertaud, capitaine au long cours, et de Thérèse Delrieu, orphelin à l'âge de treize ans, Jacques (dit Jackie) Ertaud est un peu devenu le filleul du spéléologue Raymond Gaché. En 1942, il travaille au cirque itinérant Bouglione, chargé du montage du chapiteau et compère des prestidigitateurs ; il s'y lie d'amitié avec Charles Trenet qui y est engagé comme chanteur. Après la Seconde Guerre mondiale (Ertaud s’engage à la fin de la guerre), Marcel Ichac, vieil ami de Raymond Gaché depuis le Groupe de Bleau, initie Ertaud au cinéma. Ertaud débute par des tâches de post-production du film Tempête sur les Alpes, puis devient assistant réalisateur en 1945 ainsi que chef monteur. Jacques Ertaud expliquera : « Marcel Ichac a été mon maître. C’est avec lui que j’ai débuté dans le métier en septembre 1945… bientôt 50 ans. Il m’a tout appris : la prise de vue, le montage, la prise de son, l’écriture d’un film, le choix des musiques. Il était un véritable artisan, avec un grand A, capable de faire entièrement un film sans l’aide de personne. Ce fut pour moi une merveilleuse école. Tous les films que j’ai pu faire depuis (près d’une centaine), documentaires ou fictions, s’inspirent de ce que "Matha" m’a enseigné durant les huit années où j’eus la chance d’être son assistant ».
Travaillant avec Marcel Ichac, Jacques Ertaud s'est d'abord consacré aux films documentaires d'exploration, de spéléologie et d'alpinisme et a intégré les équipes d'amis de Marcel Ichac dans lesquelles il a volé de ses propres ailes, devenant ainsi à son tour réalisateur dès 1949. En plus du montage, il filmait lui-même la plupart de ses reportages, grand spécialiste des prises de vue sous-marines, de haute montagne et de spéléologie.
Il est le premier spéléologue à séjourner plus de dix jours consécutifs sous terre au gouffre de La Pierre Saint-Martin. Il participe en 1948, 1949 et 1962 aux explorations du gouffre de Padirac dirigées par Guy de Lavaur.
En 1949, il est engagé comme cinéaste aux Expéditions polaires françaises aux côtés de Paul-Émile Victor. Puis, sa rencontre avec le commandant Cousteau en 1948 est déterminante dans sa carrière, il participe à la mise au point des premiers films sous-marins en couleur (premiers projecteurs sous-marins…), lors de la première expédition de la Calypso en mer Rouge (1950-1951). Il est plongeur sous-marin, chef monteur, cadreur sous-marin et réalisateur. Ils travaillent ensemble jusqu'en 1956 puis à nouveau dans les années 1980.
Il filme la première descente à ski de la face nord du mont Blanc avec Lionel Terray en 1954 et participe comme cinéaste à l'expédition de 1974 au Taboche dans l'Himalaya (6 750 m), escalade dans le Hoggar, etc.
Jacques Ertaud a voyagé et exploré le Congo belge, la Terre Adélie avec Paul-Émile Victor, la côte d'Arabie avec Haroun Tazieff, l'Amazonie, le Cambodge, le Mexique, l’île de Pâques, l'Himalaya, Clipperton, etc.
Il a filmé de grands moments du sport : le Tour de France cycliste, les Jeux olympiques d'hiver de 1960 à Squaw Valley (Californie), les Jeux olympiques de Grenoble en 1968, l'équipe de France d'athlétisme en Europe (1963), le marathon de New York, etc. Il a réalisé plus d'une vingtaine de reportages pour les magazines Cinq colonnes à la une et Les Coulisses de l'exploit, etc.
En 1956, le cinéaste français Robert Bresson l'engage comme acteur dans Un condamné à mort s'est échappé.
En 1962, il coréalise avec Louis Malle un documentaire sur le Tour de France cycliste.
En 1964, son film Le Maillon et la Chaîne obtient une nomination aux Oscars.
Il a été reporter-photographe pour Match, Life, National Geographic, etc. Parallèlement à sa carrière de réalisateur, il a été producteur du magazine d'information 7 jours du Monde de 1963 à 1965 et de L'Invité du Dimanche de 1968 à 1970, etc.
Enfin, à partir de 1968, il commence sa carrière de réalisateur à la télévision française. Il a réalisé de nombreuses séries populaires à succès pour la télévision dont L'Homme du Picardie, Sans famille, Maria Vandamme, Les Allumettes suédoises, etc.
Jacques Ertaud est le beau-frère de l'alpiniste et homme politique Maurice Herzog et de l'écrivain et cinéaste Gérard Herzog.
Il est mort le jour de ses 71 ans, le 18 novembre 1995, à Paris, dans le 18e arrondissement.

### Famille
Jacques Ertaud est le père de l'actrice et assistante à la réalisation française Céline Ertaud, ainsi que de Marie Ertaud.

## Distinctions
- Officier de la Légion d'honneur
- Officier de l'ordre national du Mérite
- Chevalier de l'ordre des Arts et des Lettres
- Officier de l'ordre du Mérite sportif‎
- Croix du combattant volontaire de la guerre de 1939–1945

## Filmographie sélective

### Réalisateur cinéma et télévision
- 1948 : Padirac, rivière de la nuit, coréalisé avec Marcel Ichac et les frères Maille.
  - Premier film spéléologique tourné en cours d'exploration (huit jours sous terre).
- 1953 : Le Gouffre de la Pierre Saint-Martin
  - Grand prix du documentaire Français en 1954. Premier film réalisé jusqu'à 800 mètres de fond (record du monde) plus de dix jours consécutifs sous terre.
- 1955 : La Fontaine de Vaucluse (court métrage), coréalisé avec Louis Malle.
- 1956 : Participation au film Le Monde du silence de Jacques-Yves Cousteau.
- 1957 : La Galère engloutie, réalisé avec Jacques-Yves Cousteau
  - Neptune d'or au festival international de montagne et d'exploration de Trente (it), Italie.
- 1958 : Les Étoiles de midi, coréalisé avec Marcel Ichac
  - Grand prix du cinéma français 1959.
- 1962 : Les Coulisses de l'exploit (magazine télévisé) - Reportage : Au fond du gouffre (sur le Gouffre de Padirac).
- 1962 : Ski total
  - court métrage documentaire - Grand prix de l'Académie des sports.
- 1962 : Vive le Tour ! - coréalisé avec Louis Malle
  - court métrage documentaire sur le tour de France, grand prix au festival international du film sportif.
- 1963 : Le Maillon et la Chaîne
  - long métrage documentaire nommé aux Oscars en 1963.
- 1966 : Anatomie d'une première
  - Grand prix au festival international du film de montagne et d'exploration de Trente, Italie.
- 1966 : La Chair du diable
  - Documentaire sur les hallucinogènes.
- 1966 : Les Rendez-vous de l'été, coréalisé avec Raymond Zumstein. 
  - Film présenté au festival de Cannes 1966 et grand prix au festival du film sportif.
- 1968 : L'Homme du Picardie - Feuilleton TV.
- 1968 : Les Neiges de Grenoble (coréalisateur : Jean-Jacques Languepin) - Film
  - Film officiel des Jeux Olympiques de 1968. Grand Prix au festival international de Trente, Italie.
- 1970 : Kaleïdoscope (avec René Vernadet)
  - Film présenté et nommé au festival de Cannes
- 1972 : François Gaillard ou la Vie des autres - Feuilleton TV.
- 1972 : La Tuile à loups - Téléfilm
  - Prix de l'association des critiques de télévision.
- 1973 : La Ligne de démarcation - Feuilleton télévisé.
- 1975 : Mort d'un guide - Téléfilm[5]
  - Grand prix au festival de télévision de Monte-Carlo en 1975. Diable d'or au festival du film des Diablerets. Grand prix au Mountainfilm, Colorado, États-Unis, 1980.
- 1976 : Autour du tour : le tour de France d'un coursier - Documentaire sur le Tour de France 1975 centré autour de Gérard Moneyron avec également des commentaires d'Antoine Blondin.
- 1977 : La Mort amoureuse - Téléfilm
- 1977 : La Mer promise - Téléfilm
- 1978 : De mémoire d'homme - L'Affaire Lætitia Toureaux - Docu/Fiction.
- 1978 : Ne pleure pas - Film
- 1978 : Les Fleurs fanées - téléfilm
- 1979 : Pour quelle victoire ?. Documentaire sur l'expédition nationale au K2, coréalisé avec Dominique Martial.
- 1980 : L'Âge bête - téléfilm
- 1981 : Sans famille (1981). Feuilleton TV.
- 1981 : Clipperton: île de la Solitude (1981)
  - Documentaire de la série L'Odyssée sous-marine du Commandant Jacques-Yves Cousteau
- 1982 : Commissaire Moulin - épisode #2.5 : Une promenade en forêt
- 1983 : Le Disparu du 7 octobre - Téléfilm
- 1983 : La Terre et le moulin - Feuilleton TV.
  - 1984 : Pitié pour les rats
  - 1985 : Le Grand môme
- Série noire - Série télévisée - 2 téléfilms :
  - Récompensé par deux 7 d'or en 1989. Grand prix de la critique au festival de télévision de Monte-Carlo en 1990. Avec Claude Brasseur. L’histoire d’un résistant qui a parlé sous la contrainte.
- 1989 : Le Prix du silence - Téléfilm
  - Récompensé par trois 7 d'or en 1990. Grand prix de la critique au festival de télévision de Monte-Carlo et Grand prix aux Prix SACD en 1989.
- 1989 : Maria Vandamme (1989) - Feuilleton TV.
- 1989 : Navarro (série TV) : épisodes Mort d'un salaud et Sanglante nostalgie
- 1989 : Retour à Malaveil - Téléfilm d'après le roman éponyme
- 1991 : La Milliardaire - Feuilleton TV
- 1992 : Soleil d'automne - Téléfilm
- 1993 : L'Instit - épisode #1.3 : Concerto pour Guillaume (série TV)
  - 7 d'or du public, meilleur fiction 1993.
- 1993 : Catherine Courage - Feuilleton TV.
- 1994 : Un jour avant l'aube - Téléfilm
- 1996 : Les Allumettes suédoises - Feuilleton TV.

### Scénariste
- 1962 : Ski total
- 1975 : Mort d'un guide
- 1978 : Ne pleure pas - (adaptation et dialogue)
- 1978 : De mémoire d'homme - 1 épisode : L'Affaire Lætitia Toureaux ou Le crime parfait - (scénariste)
- 1984 : Série noire - Pitié pour les rats - (adaptation)
- 1987 L'Heure Simenon - épisode : Le temps d'Anaïs - série TV (scénario et adaptation avec Didier Cohen)
- 1992 : Soleil d'automne (dialogue)
- 1999 : Premier de cordée, téléfilm Pierre-Antoine Hiroz et Édouard Niermans (scénario, œuvre posthume).

### Acteur
- Un condamné à mort s'est échappé (1956), réalisé par Robert Bresson. Prix de la mise en scène au Festival de Cannes en 1957